# Caffè Pasticceria Pirona

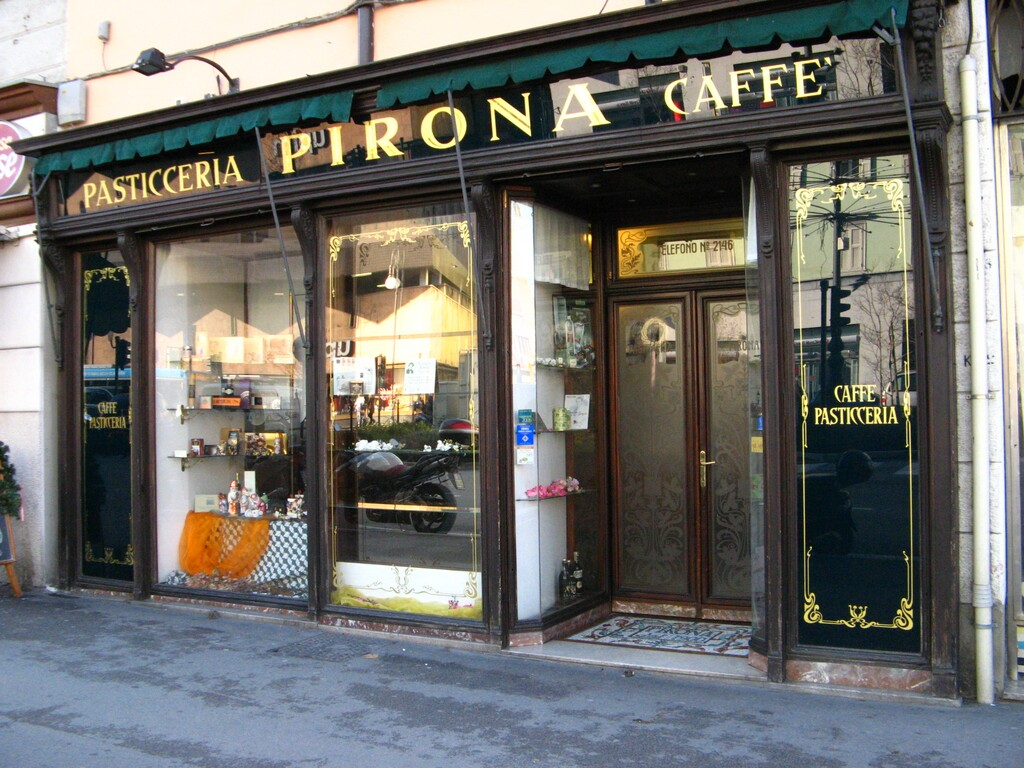
La Pasticceria Pirona

La Pasticceria Pirona Caffè è un locale storico sito a Trieste, in Largo della Barriera Vecchia al nº 12. Il locale è celebre per essere stato uno dei principali ritrovi degli intellettuali della città.

## Storia
Fondato nel 1900 da Alberto Pirona, il locale sorge in una zona di Trieste caratterizzata da palazzi che testimoniano il fiorire del tardo neoclassico. 
La pasticceria, in delicato stile liberty, divenne presto meta di nobiltà, borghesia e intellighenzia triestina; era frequentata anche da letterati e scrittori, tra cui James Joyce che tra il 1910 e il 1912 abitò al numero 32 della stessa via.

### Il locale oggi

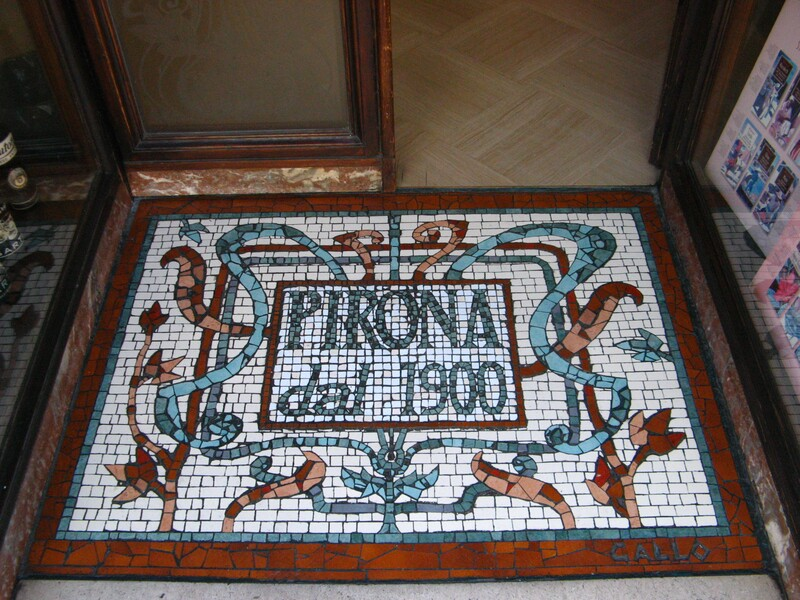
Ingresso della pasticceria Pirona

A metà  degli anni ottanta,  Claudio Serli e Rosamaria Vico acquistarono e restaurarono la pasticceria da Oscar Pirona, ultimo degli eredi della celebre dinastia. Citato nella guida del Gambero Rosso per la sua produzione artigianale dei dolci tipici della tradizione triestina in particolare il Presnitz. Nel 1994, il Caffè Pasticceria Pirona è stato insignito dell'onorificenza di "locale storico d'Italia". Nel 1987 la pasticceria fu venduta alla famiglia DeMarchi.
Nel  marzo del 2017 i sigg. DeMarchi  hanno cessato l'attività per raggiunti limiti di età.
Nel gennaio 2019 il Caffè Pasticceria Pirona viene acquistato dalla famiglia Viezzoli.

## Avventori celebri
Fra gli intellettuali e gli artisti che negli anni hanno frequentato Pirona, si possono ricordare:
- Italo Svevo
- Umberto Saba
- James Joyce